# Gaetano Forte
Gaetano Forte (Napoli, 14 ottobre 1919 – Roma, 24 marzo 1944) è stato un carabiniere di leva, partigiano combattente, martire delle Fosse Ardeatine e medaglia d'oro al valor militare alla memoria.

## Biografia
Gaetano Forte era figlio di Gennaro Forte e Vincenza Mantone, due commercianti di Portici. Nel 1940, allo scoppio della seconda guerra mondiale, fu arruolato nell'arma dei carabinieri e inviato sul Fronte orientale, dove rimase per due anni. Alla fine del 1942 venne trasferito alla Legione territoriale carabinieri di Roma.
Dopo l'8 settembre 1943 Forte entrò a far parte del Fronte clandestino di resistenza dei carabinieri, sotto la guida del generale Caruso. All'interno della Banda Caruso Forte portò a compimento numerose azioni di guerra che gli erano state affidate. Catturato dalla polizia tedesca venne rinchiuso nel carcere delle SS di via Tasso. Sottoposto a sevizie, fu ucciso alle Fosse Ardeatine. È stato decorato con la medaglia d'oro al valor militare alla memoria.

## Contesto storico
Nel settembre 1943, a seguito dell'occupazione nazista dell'Italia centro-settentrionale (gli Alleati, sbarcati a Salerno il 9 dello stesso mese, procedevano alla liberazione di tutto il Meridione ed alla metodica risalita della Penisola), iniziava il periodo storico della "Resistenza", che avrà termine solo nell'aprile 1945 con la definitiva cacciata dal territorio italiano dell'oppressore straniero e la completa caduta del Regime fascista. La lotta, condotta da civili, distinti da diversi orientamenti politici, e da militari non inquadrati nelle Forze regolari, assunse aspetti e modalità differenti in relazione alle situazioni contingenti, alle caratteristiche geografiche, alla persistenza dell'occupazione; infatti, a Roma, essa assunse caratteristiche peculiari perché svolta completamente in territorio urbano, con gli Alleati poco distanti dalla città e a causa della presenza influente della Diplomazia vaticana, che tendeva a contenere i contrasti al fine di evitare ulteriori lutti e rovine. A ciò si doveva aggiungere che l'attività della Resistenza romana non risultò mai pienamente coordinata dal Comitato di Liberazione Nazionale, a causa della distanza e delle difficoltà di comunicazione con i vertici di quest'ultima organizzazione, ma soprattutto in ragione della coesistenza di due principali correnti di pensiero che si trovavano concordi nel contrastare il comune nemico, ma non in sintonia circa i metodi d'azione: inclini alla lotta armata i gruppi di sinistra, più attendisti ed in linea con il Vaticano le formazioni liberali e democratiche, speranzose in una prossima liberazione della città. In tale situazione operò, con riconosciuti meriti, anche il Fronte clandestino dei Carabinieri Reali, diretto dal Generale MOMV Filippo Caruso.
Nel complesso, la lotta a Roma, pur se episodica e poco coordinata, si dimostrò comunque aspra e si registrarono numerosi attacchi a strutture della repressione (caserma della Milizia ai Parioli, Forte Tiburtino, Tribunale militare tedesco,carcere di Regina Coeli...), attentati alla sicurezza dei trasporti (assalti a colonne in movimento, spargimento di chiodi a quattro punte, distruzioni di infrastrutture ferroviarie, raid nelle autorimesse nazifasciste..), aggressioni a singoli elementi (uccisione di gerarchi fascisti e militari tedeschi), agguati nei luoghi di ritrovo del nemico Trattoria Antonelli, posto di ristoro tedesco alla stazione Termini, in via Tomacelli al termine di un comizio...). Purtroppo anche l'attività dell'occupante fu intensa ed efficace e si concretizzò in arresti, fucilazioni, deportazioni, che colpirono tutte le strutture resistenziali.

## Episodio decorato
L'episodio più feroce della repressione, assurto a simbolo della Resistenza romana, fu l'eccidio delle Fosse Ardeatine (24 marzo 1944), ove gli oppressori fucilarono le armi trecentotrentacinque italiani, detenuti nelle carceri di Regina Coeli, cittadini di religione ebraica, persone comuni rastrellate nella città, quale rappresaglia per l'attentato dinamitardo che il 23 marzo, in vi Risella, costò la vita a trentatré militari del Battaglione "Bozen" (arruolati in Alto Adige). Ben dodici furono i Carabinieri trucidati nel bieco massacro, tutti Patrioti inquadrati nell'Organizzazione clandestina dei Carabinieri Reali e tutti detenuti a causa della loro generosa attività. Sei Ufficiali, tre Sottufficiali, tre Carabinieri immolatisi nella nobile lotta per la libertà, ognuno decorato con la Medaglia d'Oro al Valor Militare, luminosi testimoni della dedizione dell'Arma alla difesa delle Istituzioni e del popolo italiano.
Tra le storie dei nostri dodici Eroi, appare emblematica la vicenda del Carabiniere Gaetano Forte: egli nacque aNapoliI4 ottobre 1919 da Gennaro, negoziante e Maria Dionisio, quinto di nove figli,  soldato di leva nel marzo 1940 ed assegnato alla 14 Compagnia di Sussistenza, fu poi trasferito, nel febbraio dell'anno successivo, alla 22º Compagnia mobilitata per la Divisione motorizzata "Piave". Dopo due anni di guerra sul Fronte orientale e nel territorio jugoslavo occupato, rientrò in Patria nel gennaio 1943. Il 1º agosto dello stesso anno, a domanda, transitò nell'Arma ma, a seguito dell'Armistizio e a causa della successiva occupazione della Capitale, non riuscì a raggiungere la Legione Allievi per frequentare il corso.
Entrò allora a far parte del Fronte clandestino di resistenza dei carabinieri in Roma, ove il Comandante, Generale Caruso, grazie ai poteri conferitigli, lo nominò "Carabiniere ausiliario" e lo assegnò alla squadra del Brigadiere MOVM Angelo loppi, che così lo ricordò nel 1977: «Consapevole dei rischi che correvamo, fu sempre pronto ad eseguire gli ordini che io gli impartivo, mostrando attaccamento vivissimo all'Arma dei Carabinieri, sprezzo del pericolo e completa dedizione alla causa della Resistenza». Nell'esercizio di tali funzioni il Carabiniere Forte riuscì a mantenere giornalieri contatti con superiori e gregari dell'Organizzazione e si fece parte diligente per raccogliere e riferire notizie - sempre pronte ed esatte - sul movimento di truppe e mezzi bellici germanici. Questa vasta ed incessante attività non sfuggi - a lungo andare - al vigile occhio della Polizia nazifascista ma egli, pur avendo sentore di essere stato individuato, continuò ugualmente nella sua opera, sprezzante del pericolo. Il 18 marzo 1944 fu tratto in arresto dalla Gestapo e tradotto nelle prigioni di via Tasso, con la grave accusa di far parte di un'organizzazione clandestina antitedesca. Durante gli estenuanti interrogatori, accompagnati da atroci sevizie, egli respinse le accuse. Messo a confronto con altri Carabinieri a lui ben noti (tra i quali il Capitano MOVM Raffaele Aversa) negò di conoscerli, cosi come rifiutò di indicare nomi e dislocazioni dei membri del Fronte clandestino. A distanza di sei giorni dall'arresto, all'età di 25 anni, fu trucidato assieme agli altri Martiri delle Fosse Ardeatine.
Per la sua efficace e coraggiosa attività patriottica, alla sua "memoria" fu concessa la Medaglia d'Oro al Valor Militare.

## Riferimenti
Al suo nome sono intitolate le caserme sedi delle Stazioni di Roma San Sebastiano e Napoli Fuorigrotta.